# Transamerica
Transamerica ist das Spielfilmdebüt des US-amerikanischen Regisseurs und Drehbuchautors Duncan Tucker aus dem Jahr 2005. Die Tragikomödie, die auf einem Original-Drehbuch von Tucker basiert, wird allgemein dem Independentfilm zugeordnet. In Deutschland startete der Film am 16. März 2006.

## Vollständige Handlung
Bree, eine Transgeschlechtliche in mittlerem Alter, lebt in einem Armenviertel in Los Angeles. Sie hat trotz hoher Bildung zwei nur geringfügig bezahlte Jobs und spart jeden Cent, den sie verdient, für den letzten operativen Eingriff, der aus ihr endgültig äußerlich eine Frau machen soll. Doch nur wenige Tage davor erhält sie überraschend einen Anruf aus New York City. Es ist Toby, ein in Jugendhaft einsitzender 17-jähriger Teenager, der seinen Vater als Bürgen für sich zu Hilfe holen will. Schnell wird Bree klar, dass sie durch eine einmalige Affäre einen Sohn in die Welt gesetzt hat. In einer ersten Reaktion will Bree von dem Jungen nichts wissen, doch dann werden ihr unerwartet Steine in den Weg gelegt: Brees Therapeutin verweigert ihr die (gesetzlich vorgeschriebene) Einwilligung zur Operation, solange sie sich nicht mit ihrem Sohn getroffen hat. Damit soll sichergestellt werden, dass Bree ihre männliche Vergangenheit geordnet abgeschlossen hat.
Gezwungenermaßen fliegt sie nach New York, um Toby aus dem Gefängnis zu holen. Als man ihr den Jungen nach Zahlung einer Kaution in Höhe von nur einem Dollar übergibt, hält dieser die recht konservativ gekleidete Bree für eine christliche Missionarin, die gestrauchelte Jugendliche bekehren will. Bree lässt es bei diesem Missverständnis bewenden, um schnell und ohne Komplikationen aus der Situation herauszukommen. Doch dann kommt sie in ein Dilemma, als sie erfährt, dass Toby die Kaution verfallen lassen und nach Los Angeles trampen will, um dort seinen leiblichen Vater zu suchen sowie beim Film Karriere zu machen. Bree ist sich dabei gar nicht sicher, wie Toby in ihren derzeitigen Lebensplan passen soll. Deshalb bietet sie Toby an, zusammen an die Westküste zu fahren, wobei sie aber insgeheim plant, ihn zu seinem Stiefvater zu bringen. Toby geht auf ihr Angebot ein.
Das ungleiche Paar, das sich anfangs unsicher und misstrauisch begegnet, macht sich auf den weiten Weg quer über den Kontinent. Die Reise verändert ihr Leben und lässt sie zusammenwachsen; die beiden kommen sich immer näher. Dann aber geschieht das Unvermeidliche: Toby entdeckt zunächst zufällig, dass Bree trans ist, was ihn etwas verstört, aber nicht schockiert. Als Brees gut situierte Eltern erfahren, dass ihr „Sohn“, den sie, unzufrieden und tief enttäuscht über den angestrebten Geschlechtswechsel, öfter bei „seinem“ männlichen Namen Stanley nennen, der Vater von dem Jungen ist, überschütten sie Toby mit ausgesuchter Herzlichkeit und Geschenken. Jedoch bat Bree zunächst, dass Toby nicht erfahren soll, wie sie oder ihre Eltern verwandtschaftlich zu ihm stehen. Bei einem nächtlichen ungelenken Annäherungsversuch von Toby, gesteht sie ihm aber dann notgedrungen doch wer sie wirklich ist und es kommt zum Bruch. Toby missbilligt zwar nicht die Geschlechtsangleichung, ist aber tief enttäuscht, dass Bree ihn während der ganzen Zeit über ihre Identität getäuscht hat.
Beide gehen zunächst getrennte Wege. Später sieht man, dass Bree ihre Transformation abgeschlossen hat, völlig im Einklang mit sich ist und sich auch beruflich im Aufstieg befindet. Eines Abends besucht Toby Bree zu Hause. Sie unterhalten sich zunächst etwas angespannt, aber freundlich. Sie setzen sich zusammen, trinken etwas und unterhalten sich. Der Film endet hier und lässt offen, ob sich die beiden je wieder so nahe kommen wie im Verlauf ihrer gemeinsamen Reise.

## Entstehungsgeschichte
Die Idee für das Drehbuch basierte auf einem Gespräch, das Regisseur und Drehbuchautor Duncan Tucker mit der Schauspielerin Katherine Connella führte. Während beide über die verschiedenen Arten der Wahrnehmung zwischen Männern und Frauen diskutierten, überraschte Connella ihren Gesprächspartner mit dem Geständnis, dass sie intergeschlechtlich ist und ursprünglich als Mann erzogen wurde und lebte. Zu diesem Zeitpunkt hatten sich Tucker und Connella seit über vier Monaten die Miete für ein Haus geteilt.
Die Dreharbeiten begannen am 20. Mai 2004. Gedreht wurde u. a. an Original-Schauplätzen in New York City sowie im US-Bundesstaat Arizona. Die Produktionskosten wurden trotz der Verpflichtung namhafter Darsteller wie Felicity Huffman („Desperate Housewives“), Graham Greene („Der mit dem Wolf tanzt“) und Fionnula Flanagan („The Others“) auf nur eine Million US-Dollar geschätzt. Regisseur Duncan Tucker hatte Huffman die Hauptrolle angeboten, nachdem er sie in einem Off-Broadway-Stück gesehen hatte.
Bei Transamerica handelt es sich um den ersten produzierten Spielfilm des im Jahr 2005 neu gegründeten Filmstudios The Weinstein Company der beiden Filmproduzenten Bob und Harvey Weinstein.

## Rezeption
Das Roadmovie feierte seine Premiere am 14. Februar 2005 auf der Berlinale. Nachdem der Film u. a. auf dem Tribeca Film Festival, dem San Francisco International Lesbian and Gay Film Festival und dem Festival des amerikanischen Films in Deauville gezeigt wurde, startete Transamerica am 2. Dezember 2005 in ausgewählten US-Kinos. Der Film von Regisseur Duncan Tucker, der am Eröffnungswochenende in den USA einen Brutto-Gewinn von 46.908 US-Dollar einspielte, wurde als witziger und origineller Blick auf die moderne amerikanische Familie verstanden. Kritiker hoben vor allem die schauspielerische Leistung von Felicity Huffman hervor, bewerteten ihr Spiel als transgeschlechtliche Bree urkomisch und berührend zugleich sowie als eine der besten Darstellerleistungen des Kinojahres 2005. Für die Oscar-Verleihung 2006 galt sie in Kritikerkreisen als Favoritin für den Preis der besten Hauptdarstellerin, musste sich schließlich jedoch Reese Witherspoon geschlagen geben.

## Synchronisation
Die Synchronarbeiten fanden bei der Elektrofilm Postproduction Facilities GmbH statt. Marianne Groß schrieb das Dialogbuch, Lutz Riedel führte die Dialogregie.
| Rolle              | Schauspieler      | Synchronsprecher   |
| ------------------ | ----------------- | ------------------ |
| Bree Osbourne      | Felicity Huffman  | Franziska Pigulla  |
| Toby Wilkins       | Kevin Zegers      | Ozan Ünal          |
| Elizabeth Osbourne | Fionnula Flanagan | Regine Albrecht    |
| Margaret           | Elizabeth Peña    | Martina Treger     |
| Calvin Manygoats   | Graham Greene     | Klaus Sonnenschein |
| Murray Osbourne    | Burt Young        | Werner Ehrlicher   |
| Sydney Osbourne    | Carrie Preston    | Tanja Geke         |

## Kritiken
- „Felicity Huffman ist einfach außergewöhnlich! Eine solch überzeugende, urkomische und kraftvolle Schauspielleistung sollte sie zu den großen Oscar-Favoriten zählen lassen.“ (Maxim)
- „Felicity Huffman ist einfach ein Wunder … Witzig und bravourös. Ihre ist eine der markantesten Schauspielleistungen des Jahres.“ (Los Angeles Times)
- „Die originellste amerikanische Filmkomödie des Jahres!“ (New York Press)
- „Felicty Huffmans Schauspielleistung ist ergreifend anzusehen. Sie überzeugend zu nennen, ist eine Untertreibung. Es ist eine komplexe Metamorphose. ‘Transamerica’ ist berührend und komisch.“ (New York Times)
- „'Transamerica’ wird Sie in einem Zustand von Filmeuphorie zurücklassen. Er ist urkomisch und äußerst ergreifend. Felicity Huffman ist großartig.“ (Wall Street Journal)

## Auszeichnungen
Für ihr Porträt der Transfrau Bree wurde Schauspielerin Felicity
Huffman mit einer Vielzahl von Darstellerpreisen ausgezeichnet, darunter der Golden Globe Award als beste Drama-Darstellerin, der National Board of Review Award und der Satellite Award. Neben ihr war der Filmsong Travelin’ Thru von Dolly Parton für einen Oscar nominiert. Zudem wurde der Film auf den Internationalen Filmfestspielen von Berlin mit dem Leserpreis der Siegessäule ausgezeichnet, einem Preis, der herausragende Filme mit schwul-lesbischem Kontext prämiert.

### Oscar 2006
- nominiert in den Kategorien
  - Beste Hauptdarstellerin (Felicity Huffman)
  - Bester Filmsong („Travelin’ Thru“)

### Golden Globe Awards 2006
- Beste Hauptdarstellerin – Drama (Felicity Huffman)
- nominiert in der Kategorie Bester Filmsong („Travelin’ Thru“)

### Weitere
Berlinale 2005
- Leserpreis der Siegessäule für Duncan Tucker

Dallas-Fort Worth Film Critics Association Awards 2005
- Beste Hauptdarstellerin (Felicity Huffman)

Festival des amerikanischen Films
- Bestes Drehbuch
- nominiert als Bester Film

Independent Spirit Awards 2006
- Beste Hauptdarstellerin (Felicity Huffman)
- Bestes Erstlingsdrehbuch
- nominiert in der Kategorie Bester Erstlingsfilm

National Board of Review 2005
- Beste Hauptdarstellerin (Felicity Huffman)

Online Film Critics Society Awards 2006
- nominiert in der Kategorie Beste Hauptdarstellerin (Felicity Huffman)

Satellite Awards 2005
- Beste Hauptdarstellerin – Drama (Felicity Huffman)

Southeastern Film Critics Association Awards 2005
- Beste Hauptdarstellerin (Felicity Huffman)

Tribeca Film Festival 2005
- Beste Darstellerin (Felicity Huffman)

Screen Actors Guild Awards 2006
- nominiert in der Kategorie Beste Hauptdarstellerin (Felicity Huffman)

Verzaubert International Queer Film Festival 2005
- Rosebud Award 2005 (Bester Spielfilm)